# Araniella opisthographa
Araniella opisthographa là một loài nhện trong họ Araneidae. 
Con cái dài 4–6 mm, con đực dài 3,5–4 mm. Loài nhện này trông giống hệt như nhện dưa chuột thông thường, chỉ phân biệt được khi kiểm tra xác định bộ phận sinh dục. Loài này phân bố từ châu Âu đến Trung Á.

## Hình ảnh

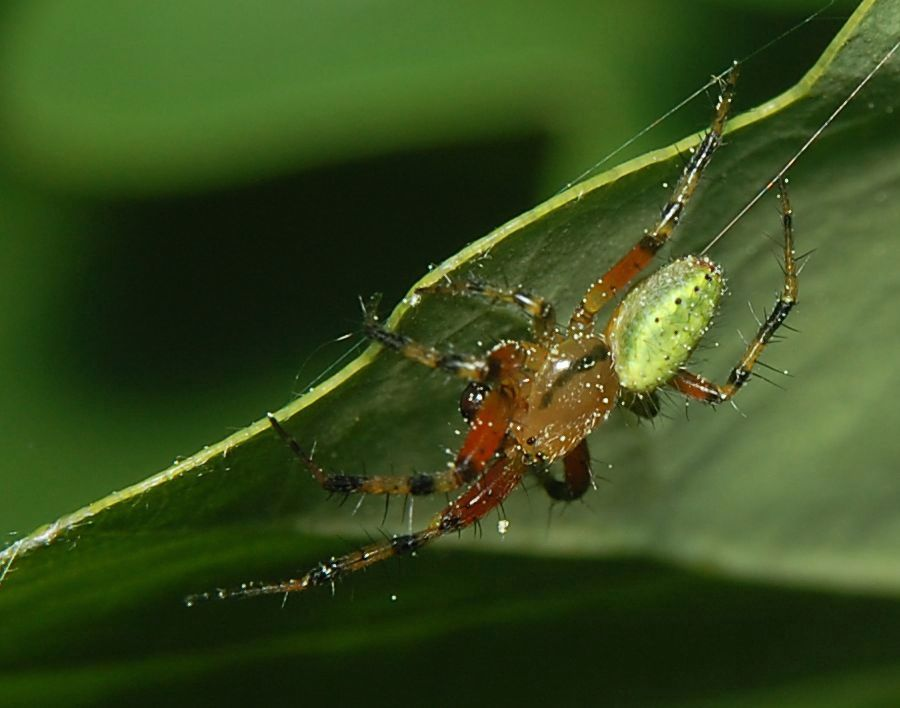
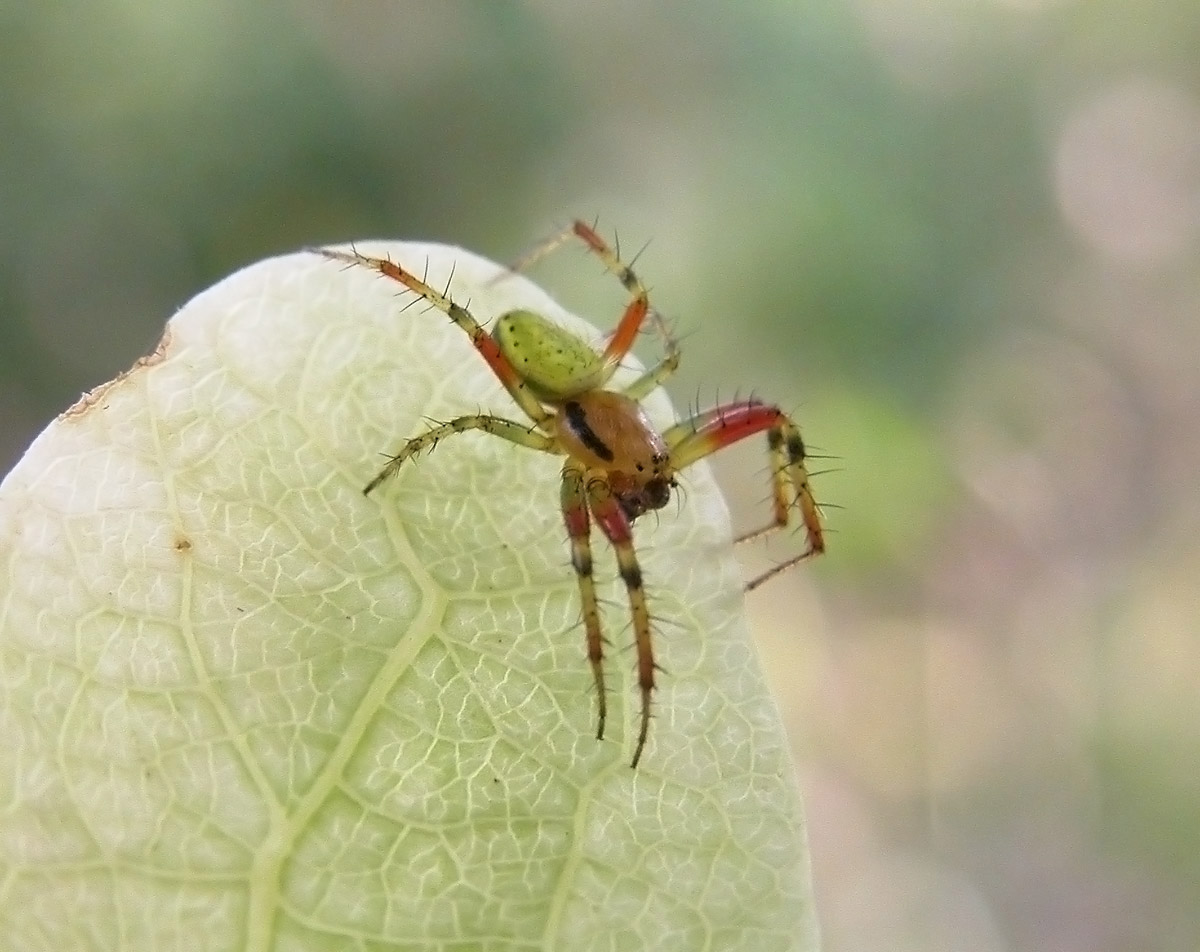